# リアーヌ・フォリー
リアーヌ・フォリー（Liane Foly、1962年12月16日 - ）は、フランスのリヨン出身の歌手。本名エリアーヌ・フォリュー（Eliane Falliex）。両親はフランス領アルジェリアへ移住していたフランス人移民であったが、アルジェリアの独立に伴い帰国した経歴を持っていた。幼い頃から踊りと歌を学び、地元のバーやクラブで歌った。
1984年、作曲家・プロデューサーのフィリップ・ヴィンヌとアンドレ・マヌキャンに発掘される。1987年、フランスのヴァージン・レーベル幹部ファブリス・ナタフと出会い、デビューした。

## ディスコグラフィー
- The Man I Love (1988年)
- Rêve Orange (1990年)
- Les Petites Notes (1993年)
- Caméléon (1997年)
- Acoustique (1999年)
- Entre Nous (2000年)
- La Chanteuse de Bal (2004年)
- Le goût du désir (2008年)